# Chiesa di Sant'Erasmo Vescovo e Martire (Bergamo)
La chiesa di Sant'Erasmo Vescovo e Martire è un edificio di culto cattolico di Bergamo, posto nella parte alta della città su via Borgo Canale, facente parte della diocesi di Bergamo, e sussidiario della chiesa di Santa Grata inter Vites.

## Storia
La chiesa è documentata fin dal Trecento sull'antica via Borgo Canale. La sua struttura è stata modificata molte volte, pur mantenendo il fronte principale in pietra a vista, anche se l'antico sagrato non è più presente, avendo il classico orientamento liturgico con abside a est e la facciata diretta sulla via. L'edificio di culto era gestito dalla confraternita dei disciplini bianchi di Sant'Erasmo di cui si conservano i documenti dal 1765 al 1798, nell'archivio della chiesa di Santa Grata, dove risulta che vi fosse attiva la congregazione dal 1356, documento però non più consultabile. Della congregazione risulta che vi fosse un ministro, un sottoministro, un tesoriere e un canevario e che conservavano il gonfalone con la raffigurazione di santa Maria Maddalena. Il documento indica una controversia tra la chiesa di Santa Grata inter Vites nelle persone di Giovanni de' Bernardi di Sudorno e Iacopo de Canova e i disciplini della chiesa intitolata ai Santi Giovanni e Erasmo, questo indica la doppia intitolazione dell'antico edificio con data del 13 maggio. La chiesa risulta inserita anche nell'elenco redatto dal cancelliere della curia vescovile di Bergamo, Giovanni Giacomo Marenzi del 1666-1667, dove viene indicata come oratorio facente parte della chiesa parrocchiale di Santa Grata inter Vites.
L'edificio fu completamente rivisto nell'Ottocento con la modifica dell'orientamento liturgico con abside da est a sud, nella seconda metà del Settecento, creando un'aula di maggior grandezza e sopraelevata rispetto alla chiesa antica che risulta essere sotto la navata, portando la facciata direttamente sulla viabile di Borgo Canale, con un porticato di cui rimane traccia dei tre archi chiusi successivamente.

## Descrizione

### Esterno
La chiesa è posta lungo via Borgo Canale, anticipata da un breve camminato e in assenza di sagrato. La facciata si presente in pietra a vista per la parte inferiore, mentre in quella superiore vi è la parte intonacata che si voleva con le due ali del tetto. L'ingresso principale è posto nella parte centrale della facciata di forma rettangolare con due aperture laterali complete di contorno in pietra e inferriate a protezione atte a illuminare l'aula. Tre archi, a sesto ribassato in pietra, indicano la precedente formazione di un porticato. Il fronte termina con una parte in stabilitura e il tetto a due falde, su cui si legge l'intitolazione della chiesa a sant'Erasmo. Lateralmente una piccola apertura conduce al locale sotto la chiesa, illuminata da una piccola finestra posta in alto. Ulteriori antiche aperture risultano essere state poi chiuse. Il campanile posto a sinistra la torre campanaria a pianta quadrata completa di cella campanaria ad arcate.
Sulla parte superiore dell'ingresso vi è l'affresco raffigurante l'apparizione la Madonna col Bambino, mentre superiore un'ulteriore apertura rettangolare chiusa da inferriata.

### Interno
L'interno a navata unica a pianta rettangolare, presenta l'architettura in stile neoclassico realizzata nel XVIII secolo come molte chiese della città. All'aula si accede da una cancellata e la zona presbiteriale con vota a botte, è sopraelevata da un gradino. Sul lato sinistro vi è l'accesso al corridoio che collega alla sagrestia che ospita un antico lavabo in pietra. L'altare maggiore si presenta in stile neoclassico di fattura settecentesca. Le pareti ospitano due dipinti di grande misura inseriti in cornici risalenti ai primi anni dell'Ottocento, raffiguranti la vita del santo titolare. Le lesene infinto marmo ornano la navata, mentre la volta ospita l'affresco raffigurante la cupola in prospettiva.
L'interno ospita nella parte inferiore, sotto l'aula, l'antico locale con volta a botte e affreschi trecenteschi di cui alcuni opera del Maestro dell'Albero della Vita, di cui la Madonna del Latte e san Bartolomeo e frammento di una Crocifissioni furono poi rimossi con la tecnica dello affresco e conservati nella chiesa di Santa Grata inter Vites.